# Gravine di Matera
Le Gravine di Matera sono incisioni erosive simili a canyon che si trovano in provincia di Matera.
Le gravine sono tipiche morfologie carsiche della Murgia, quelle di Matera sono alcune delle gravine della Basilicata e della Puglia. La sua profondità massima è di 150 metri.

## Il sito di interesse comunitario
Nel 2005 le Gravine di Matera sono state inserite nella lista del Ministero dei siti di interesse comunitario. Si trovano all'interno del territorio del Parco della Murgia Materana, e quindi sono ricomprese all'interno dell'area definita patrimonio dell'umanità.

## Territorio
Nel territorio di Matera vi sono due torrenti che scorrono sul fondo di gravine, entrambi affluenti di sinistra del fiume Bradano.
- La Gravina di Matera nasce nei ristagni bonificati in località Pantano, a nord della città di Matera; costeggia i Sassi di Matera, dove scorre nel profondo canyon e riceve dalla sponda sinistra la confluenza del torrente Jesce, che nasce in territorio di Altamura. Superata la città di Matera, sfiora l'abitato di Montescaglioso e sfocia nel fiume Bradano dopo circa venti chilometri.
- La Gravina di Picciano nasce in territorio di Gravina in Puglia e dopo aver attraversato la piana del borgo La Martella sfocia nel fiume Bradano, immediatamente a valle della Riserva regionale San Giuliano.